# Masai Russell
Masai Russell (* 7. Juni 2000 in Potomac, Maryland) ist eine US-amerikanische Hürdenläuferin, die sich auf die 100-Meter-Distanz spezialisiert hat. Über diese Distanz wurde sie 2024 in Paris Olympiasiegerin.

## Sportliche Laufbahn
Erste internationale Erfahrungen sammelte Masai Russell im Jahr 2017, als sie bei den U20-Panamerikameisterschaften in Trujillo in 57,55 s die Bronzemedaille im 400-Meter-Hürdenlauf gewann. 2019 begann sie ein Studium an der University of Kentucky und 2019 wurde sie bei den U20-Panamerikameisterschaften in San José über 100 Meter Hürden disqualifiziert und gewann über 400 Meter Hürden in 56,29 s die Silbermedaille. 2023 startete sie im 100-Meter-Hürdenlauf bei den Weltmeisterschaften in Budapest und kam dort im Halbfinale nicht ins Ziel. Im Jahr darauf belegte sie bei den Hallenweltmeisterschaften in Glasgow in 7,81 s den vierten Platz über 60 Meter Hürden. Im Juni wurde sie mit neuer Bestleistung von 12,25 s US-Meisterin und qualifizierte sich damit für die Olympischen Spiele in Paris, bei denen sie in 12,33 s im Finale Olympiasiegerin wurde. Anschließend wurde sie bei der Golden Gala in 12,31 s Zweite und gelangte bei Weltklasse Zürich mit 12,47 s auf Rang drei.
2024 wurde Russell US-amerikanische Meisterin im 100-Meter-Hürdenlauf.

## Persönliche Bestleistungen
- 100 m Hürden: 12,17 s (+2,0 m/s), 2. Mai 2025 in Miramar FL (USA)
  - 60 m Hürden: 7,75 s, 11. März 2023 in Albuquerque
- 400 m Hürden: 54,66 s, 10. Juni 2023 in Austin